# Arboraç
Arboraç (en francès Arboras) és un municipi occità del Llenguadoc, situat al departament de l'Erau i a la regió d'Occitània.